# Knutsford (Île-du-Prince-Édouard)
Knutsford est une communauté dans le comté de Prince de l'Île-du-Prince-Édouard, Canada, au sud-ouest de O'Leary.  Sa superficie est des 77.09 km².

## Population
- Population en 2001: 585
- Population en 1996: 628

## Personnalités
- Photographe célèbre Jack Turner avait une ferme dans la communauté.